# 耒阳市第一中学
26°28′14″N 112°52′15″E / 26.470573°N 112.870789°E
耒阳市第一中学（英語：No.1 Middle School Leiyang City）位于湖南省耒阳市，为衡阳市公立学校，湖南省重点中学，省示范性普通高级中学。

## 历史
唐朝天佑四年（907年），耒阳县令朱昂在衡州将“杜陵书院”建立，它是耒阳市第一中学的前身。
清朝光绪二十八年（1902年），“耒阳县官立第一高等小学堂”建立。
1941年，“耒阳县官立第一高等小学堂”更名为“湖南省县立初级中学”。
1952年，“湖南省县立初级中学”更名为“耒阳县第一初级中学”。
1958年，“耒阳县第一初级中学”更名为“耒阳县第一中学”。
1986年，“耒阳县第一中学”更名为“耒阳市第一中学”。

## 学校文化

### 校训
公，勇，勤，朴

### 理念
善的教育，教人求善

### 校风
团结，勤勉，进取，文明

### 学风
立志，博学，勤奋，自主

### 教风
求实，奉献，严谨，创新

### 刊物
《杜陵文学报》是耒阳市第一中学的官方刊物。

## 奖项
耒阳市第一中学先后荣获“湖南省普法教育先进单位”、“湖南省学校及周边环境综合治理先进单位”、“湖南省优秀事业单位”、“湖南省艺术教育先进单位”、“湖南省青少年科技活动示范基地”、“湖南省民主管理校务公开先进学校”、“湖南省模范职工之家”、“湖南省先进基层工会”、“湖南省文明单位”、“全国模范职工之家”等荣誉奖项。